# 今津村 (大阪府)
今津村（いまづむら）は、大阪府北河内郡にあった村。現在の大阪市鶴見区今津北、今津中、今津南にあたる。

## 地理
- 河川 ： 寝屋川、第二寝屋川

## 歴史
- 1889年（明治22年）4月1日 - 町村制施行により、茨田郡今津村、三組新田が合併して今津村が発足。大字今津に村役場を設置。
- 1896年（明治29年）4月1日 - 郡の統廃合により、所属郡が北河内郡に変更。
- 1902年（明治35年）4月1日 - 東成郡榎本村に編入。同日今津村廃止。